# International Women's Open 2007 - Doppio
Il doppio dell'International Women's Open 2007 è stato un torneo di tennis facente parte del WTA Tour 2007.
Svetlana Kuznecova e Amélie Mauresmo erano le detentrici del titolo, ma quest'anno non hanno partecipato.
Lisa Raymond e Samantha Stosur hanno battuto in finale 6–7 (5–7), 6–4, 6–3 Květa Peschke e Rennae Stubbs.

## Teste di serie
1. Lisa Raymond /  Samantha Stosur (campionesse)
2. Cara Black /  Liezel Huber (semifinali)
3. Květa Peschke /  Rennae Stubbs (finale)
4. Alicia Molik /  Mara Santangelo (primo turno)

## Tabellone

### Legenda
| - Q = Qualificato - WC = Wild card - LL = Lucky loser | - ALT = Alternate - SE = Special Exempt - PR = Protected Ranking | - w/o = Walkover - r = Ritirato - d = Squalificato |